# Anserville
Anserville korábbi község Franciaországban, Oise megyében. Lakosainak száma 469 fő (2018. január 1.). Anserville Bornel, Dieudonné, Esches, Fosseuse, Mortefontaine-en-Thelle és Puiseux-le-Hauberger községekkel határos.
2016. január 1-jén a régi Bornel és Fosseuse  korábbi községekkel egyesült és az így létrejött (azonos nevű) Bornel új község része lett.

## Népesség
A település népességének változása:
| Lakosok száma | 286  | 291  | 310  | 346  | 446  | 481  | 422  | 450  | 467  | 469  |
|               | 1962 | 1968 | 1975 | 1982 | 1990 | 2008 | 2013 | 2015 | 2017 | 2018 |